# Niclas Jönsson
Niclas "Nic" Jönsson (Bankeryd, 4 de agosto de 1967) é um automobilista sueco.

## Carreira
Entre 1988 e 1996, Jönsson disputou provas de Fórmula 3 Sueca, Fórmula 3 Britânica, Fórmulas 3 e 4, Indy Lights e Fórmula Ásia, chegando inclusive a vencer 19 vezes durante o período.
Pela IRL, estreou em 1999 pela equipe Blueprint Racing, no GP de Las Vegas. Terminou em 24º lugar, com 9 pontos. Na temporada seguinte, disputou 2 provas pela Nienhouse Motorsports e obteve o 31º posto na classificação, com 27 pontos ganhos. Desde então, dedica-se às competições de endurance - a maioria delas ao lado de Tracy Krohn, que também foi seu chefe de equipe. Ele ainda chegou a participar de uma etapa da NASCAR em 2007.
Em 2009, aos 41 anos de idade, foi contratado para ser piloto de testes da US F1 Team, que faria sua estreia na temporada 2010 da Fórmula 1, mas a equipe não conseguiu se inscrever devido a problemas financeiros.